# Dennis Farina
Dennis Farina (Chicago, 29 de fevereiro de 1944 — Scottsdale, 22 de julho de 2013) foi um ator dos Estados Unidos conhecido por seu papel como Joe Fontana na série de longa data Law & Order.
Ele também apareceu em várias outras séries como Miami Vice. Além disso, ele protagonizou a notável série policial intitulada Histórias do Crime (Crime Story), dos anos 80.
Histórias do Crime foi o ponto marcante da carreira do ator norte-americano, quando esteve na pele do tenente da polícia de Chicago, Mike Torello. Produzida pela NBC, a série foi lançada em 1986 e esteve no ar - nos EUA - até 1988. No Brasil, ela foi exibida pelo SBT.
"Histórias do Crime" é considerada uma série que fez escola na teledramaturgia. Seu estilo parecido com novela, com episódios encadeados e não esporádicos, foi copiado mais tarde em outras produções. Seu episódio piloto teve a audiência de 30 milhões de espectadores.
Uma curiosidade: antes de ser ator, Farina realmente trabalhou no departamento de polícia de Chicago.
Morreu em 22 de julho de 2013, em Scottsdale, Arizona, após sofrer uma embolia pulmonar.

## Filmografia (parcial)

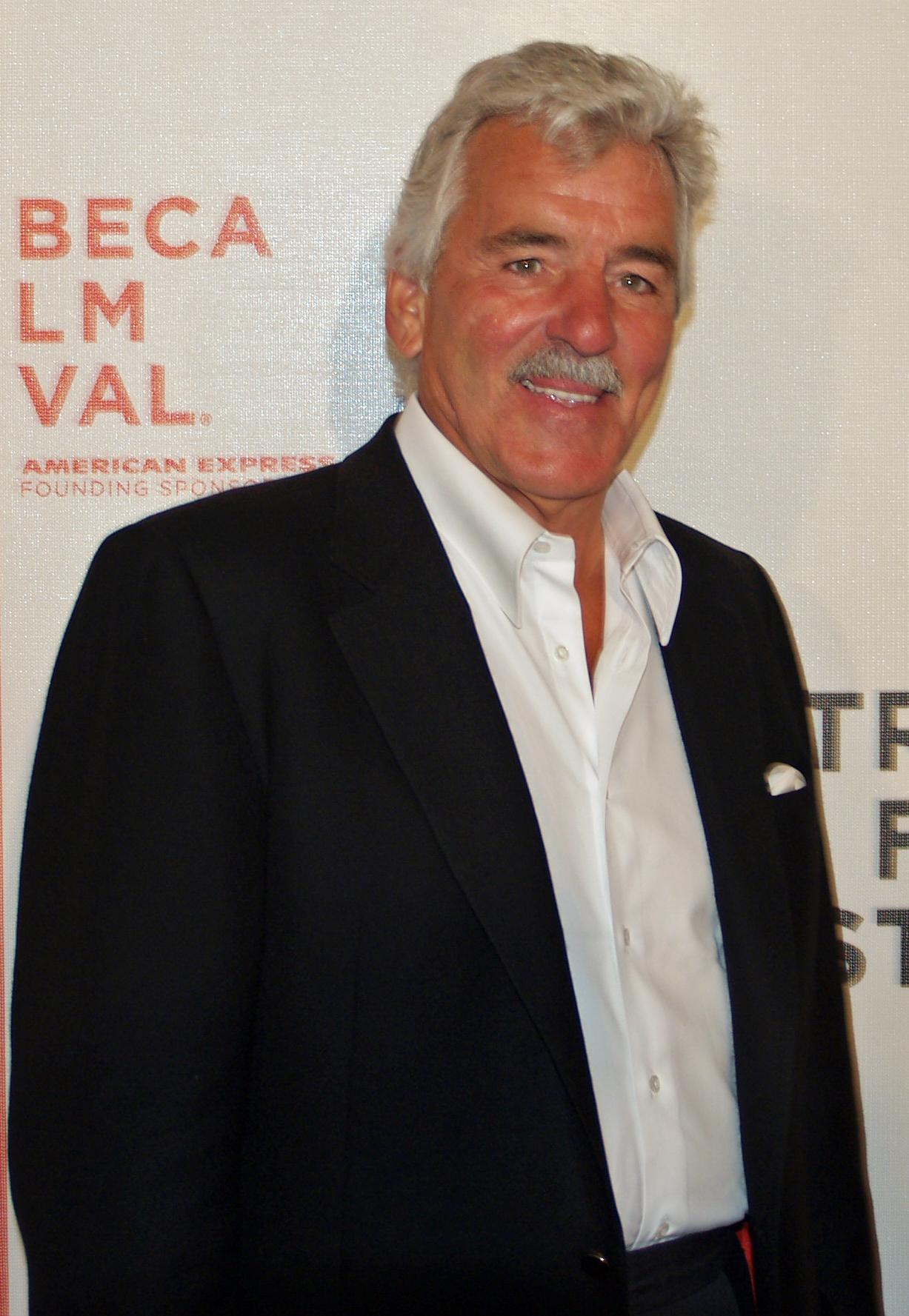
2007

| Cinema    | Cinema                              | Cinema                         | Cinema                                                |
| Ano       | Título                              | Personagem                     | Notas                                                 |
| --------- | ----------------------------------- | ------------------------------ | ----------------------------------------------------- |
| 1981      | Thief                               | Carl                           |                                                       |
| 1985      | Code of Silence                     | Dorato                         | portrayed CPD officer                                 |
| 1986      | Jo Jo Dancer, Your Life Is Calling  | Freddy                         |                                                       |
| 1986      | Manhunter                           | Jack Crawford                  |                                                       |
| 1988      | Midnight Run                        | Jimmy Serrano                  |                                                       |
| 1990      | Men of Respect                      | Bankie Como                    |                                                       |
| 1992      | We're Talking Serious Money         | Sal                            |                                                       |
| 1992      | Mac                                 | Mr. Stunder                    |                                                       |
| 1992      | Street Crimes                       | Brian                          |                                                       |
| 1993      | Another Stakeout                    | Brian O'Hara                   |                                                       |
| 1993      | Romeo Is Bleeding                   | Nick Gazzara                   | sem créditos                                          |
| 1993      | Striking Distance                   | Capt. Nick Detillo             |                                                       |
| 1994      | Little Big League                   | George O'Farrell               |                                                       |
| 1995      | Get Shorty                          | Ray "Bones" Barboni            |                                                       |
| 1996      | Eddie                               | Coach John Bailey              |                                                       |
| 1997      | That Old Feeling                    | Dan De Mora                    |                                                       |
| 1998      | Out of Sight                        | Marshall Sisco                 |                                                       |
| 1998      | Saving Private Ryan                 | Lt. Col. Walter Anderson       |                                                       |
| 1999      | The Mod Squad                       | Capt. Adam Greer               |                                                       |
| 2000      | Reindeer Games                      | Jack Bangs                     |                                                       |
| 2000      | Preston Tylk                        | Dick Muller                    |                                                       |
| 2000      | Snatch                              | Abraham "Avi" Denovitz         |                                                       |
| 2001      | Sidewalks of New York               | Carpo                          |                                                       |
| 2002      | Big Trouble                         | Henry Desalvo                  |                                                       |
| 2002      | Stealing Harvard                    | Mr. Warner                     |                                                       |
| 2004      | Paparazzi                           | Det. Burton                    |                                                       |
| 2004      | Scrambled Eggs                      | Dr. Carlson                    | Curta-metragem                                        |
| 2007      | You Kill Me                         | Edward O'Leary                 |                                                       |
| 2007      | Purple Violets                      | Gilmore                        |                                                       |
| 2007      | National Lampoon's Bag Boy          | Marty Engstrom                 |                                                       |
| 2008      | The Grand                           | L.B.J. Deuce Fairbanks         |                                                       |
| 2008      | Bottle Shock                        | Maurice                        |                                                       |
| 2008      | What Happens in Vegas               | Banger                         |                                                       |
| 2010      | Knucklehead                         | Memphis Earl                   |                                                       |
| 2011      | Last Rites of Joe May               | Joe May                        |                                                       |
| Televisão |                                     |                                |                                                       |
| Ano       | Título                              | Personagem                     | Notas                                                 |
| 1983      | Through Naked Eyes                  | Patrolman                      | Telefilme                                             |
| 1984      | Hard Knox                           | April                          | Telefilme                                             |
| 1984–1989 | Miami Vice                          | Albert Lombard                 | Episódios: One Eyed Jack, Lombard, "World of Trouble" |
| 1985      | American Playhouse                  | Supervisor                     | Episódio: "The Killing Floor"                         |
| 1985      | Hardcastle and McCormick            | Ed Coley                       | Episódio: "Undercover McCormick"                      |
| 1985      | Hunter                              | Vic Terranova                  | Episódio: "The Snow Queen" 1 & 2                      |
| 1985      | Remington Steele                    | Cop                            | Episódio: "Steele Trying"                             |
| 1985      | Final Jeopardy                      | Policeman #2                   | Telefilme                                             |
| 1986      | The Birthday Boy                    |                                | Telefilme                                             |
| 1986      | Jack and Mike                       |                                | Episódio: Pilot                                       |
| 1986      | Lady Blue                           | Joe Kaufman                    | Episódio: "Sylvie"                                    |
| 1986      | Triplecross                         | Ernie (Veteran Cop)            | Telefilme                                             |
| 1986–1988 | Crime Story                         | Lt. Mike Torello               | 44 episódios                                          |
| 1987      | Six Against the Rock                | Robert Stroud                  | Telefilme                                             |
| 1988      | Open Admissions                     | Fred                           | Telefilme                                             |
| 1989      | China Beach                         | Lt. Col. Edward Edward Vincent | Episódio: "All About E.E.V."                          |
| 1989      | The Case of the Hillside Stranglers | Angelo Buono, Jr.              | Telefilme                                             |
| 1990      | Blind Faith                         | Prosecutor Kelly               | Telefilme                                             |
| 1990      | People Like Us                      | Elias Renthall                 | Telefilme                                             |
| 1991      | Perfect Crimes                      | Armand Zaro                    | Telefilme                                             |
| 1992      | Drug Wars: The Cocaine Cartel       | Mike Cerone                    | Telefilme                                             |
| 1992      | Cruel Doubt                         | Tom Bereton                    | Mini-série                                            |
| 1992      | Tales from the Crypt                | Antoine                        | Episódio: "Werewolf Concerto"                         |
| 1993      | The Disappearance of Nora           | Denton                         | Telefilme                                             |
| 1993      | A Stranger in the Mirror            |                                | Telefilme                                             |
| 1994      | One Woman's Courage                 | Craig McKenna                  | Telefilme                                             |
| 1994      | The Corpse Had a Familiar Face      | Det. Harry Lindstrom           | Telefilme                                             |
| 1995      | Out of Annie's Past                 | Charlie Ingle                  | Telefilme                                             |
| 1995      | Bonanza: Under Attack               | Charley Siringo                | Telefilme                                             |
| 1997      | Bella Mafia                         | Don Roberto Luciano            | Telefilme                                             |
| 1998      | Buddy Faro                          | Buddy Faro                     | 13 episódios                                          |
| 2002–2003 | In-Laws                             | Victor Pellet                  | 15 episódios                                          |
| 2004–2006 | Law & Order                         | Joe Fontana                    | 46 episódios                                          |
| 2005      | Justice League Unlimited            | Wildcat                        | Voz                                                   |
| 2005      | Law & Order: Trial by Jury          | Joe Fontana                    | Episódio: "Skeleton"                                  |
| 2005      | Empire Falls                        | Walt Comeau                    | Mini-série                                            |
| 2011–2012 | Luck                                | Gus Demitriou                  |                                                       |